# منشأة العشيري
قرية منشاة العشيرى هي إحدى القرى التابعة لمركز الفيوم في محافظة الفيوم في جمهورية مصر العربية. حسب إحصاءات سنة 2006، بلغ إجمالي السكان في منشاة العشيرى 5391 نسمة، منهم 2750 رجل و2641 امرأة.